# کمیته موقت حماس
کمیته موقت حماس (به عربی: اللجنة المؤقتة لحماس)، یک شورای رهبری پنج نفره است که پس از ترور اسماعیل هنیه در ۳۱ ژوئیه ۲۰۲۴، توسط حماس، برای تسهیل در تصمیم‌گیری، با توجه به دشواری برقراری ارتباط با رئیس جدید منصوب شده، یحیی سنوار که در نوار غزه بود، تشکیل شد. این کمیته، در دوحه در قطر، مستقر است و وظیفه اتخاذ تصمیمات راهبردی و اداره حماس در طول جنگ اسرائیل و حماس و «شرایط استثنایی» را بر عهده دارد و متشکل از پنج عضو شامل خالد مشعل، خلیل الحیه و زاهر جبارین که به ترتیب نماینده فلسطینی‌های خارج از کشور، نوار غزه و کرانه باختری هستند و همچنین رئیس مجلس شورا، محمد اسماعیل درویش و یک نفر ناشناس است که به عنوان منشی دفتر سیاسی، فعالیت می‌کند.
پس از کشته شدن یحیی سنوار در رفح در ۱۶ اکتبر، کمیته در ابتدا امکان تعیین جانشین واحد را مورد بحث قرار داد، اما در نهایت تصمیم گرفت تا از طریق کمیته، تا زمان انتخابات برنامه‌ریزی شده رهبری حماس در مارس ۲۰۲۵، رهبری را برعهده بگیرد.
در ۲۴ اکتبر، حماس تأیید کرد که در حال مذاکره برای جانشینی یحیی سنوار است و پس از تکمیل فرایند انتخاب، نام او را اعلام خواهد کرد.

## اعضا
- خالد مشعل: رئیس سابق دفتر سیاسی حماس از ۱۹۹۶ تا ۲۰۱۷ و نماینده حماس برای فلسطینی‌های خارج از کشور.[۷]
- خلیل الحیه: معاون رئیس دفتر سیاسی حماس از ۲۰۲۴ و نماینده حماس در نوار غزه.[۷]
- زاهر جبارین: نماینده و رهبر حماس در کرانه باختری از ۲۰۲۴.[۷]
- محمد اسماعیل درویش: رئیس شورای حماس از ۲۰۲۳.[۷]
- مقام ناشناس: دبیر دفتر سیاسی که هویت او به دلایل امنیتی، مشخص نیست.[۷]